# Moll Flanders (filme)
Moll Flanders (br Os Amores de Moll Flanders) é um filme estadunidense de 1996, do gênero drama romântico, dirigido por Pen Densham, baseado no romance homônimo de Daniel Defoe.

## Sinopse
Conta a história de uma menina que vivia num convento e passa a descobrir detalhes sobra a história de sua própria mãe a partir das memórias de um homem.

## Elenco principal
- Robin Wright.... Moll Flanders
- Morgan Freeman.... Hibble
- Aisling Corcoran.... Flora